# Тайожне
Тайо́жне (рос. Таёжное) — село у складі Хабаровського району Хабаровського краю, Росія. Входить до складу Анастасьєвського сільського поселення.

## Населення
Населення — 3362 особи (2010; 4115 у 2002).
Національний склад (станом на 2002 рік):
- росіяни — 86 %